# Substitutionstheorie
Substitutionstheorie ist eine Metapherntheorie, in der unter Metaphorisierung die „Ersetzung“ eines einzelnen Wortes (eines Substantivs, Adjektivs oder Verbs) durch ein anderes Wort verstanden wird.
In entsprechenden – in der Regel auf die einflussreiche Rhetoriklehre Heinrich Lausbergs zurückzuführenden – Metapherntheorien wird die Metapher als sprachliches Phänomen auf Wortebene, als Ausnahmeerscheinung in rhetorischem und poetischem Sprachgebrauch aufgefasst. Dabei bezieht man sich meist auf Aristoteles (Rhetorik, Poetik), der auch vor einer Metaphernverwendung in nicht-persuasiven (besonders in wissenschaftlichen) Texten warnt („Topik“ 139b–140a, 158b).